# Sinorhizobium meliloti
Sinorhizobium meliloti is een wortelknobbelbacterie uit de familie van de Rhizobiaceae. Het zijn beweeglijke, gram-negatieve bacteriën. Ze leven in symbiose met vlinderbloemige plantensoorten uit de geslachten Medicago, Melilotus en Trigonella. Medicago truncatula wordt gebruikt als modelplant in het onderzoek naar wortelknobbelbacteriën. Ze leggen voor deze planten de stikstof uit de lucht vast, waardoor deze ook nog op stikstofarme grond kunnen groeien. Op de plantenwortels worden zogenaamde stikstofwortelknolletjes gevormd, waarin de bacteriën leven. Hun energie krijgen ze uit de assimilaten van de plant.
Het genoom van Sinorhizobium meliloti heeft drie replicaties: een 3,65 megabase chromosoom en de twee megaplasmiden, pSymA (1,35 megabasen) en pSymB (1,68 megabasen), die alle drie volledig zijn gesequencet.
Het stikstofvastleggingsvermogen van de bacterie wordt belemmerd door bisfenol A. Deze stof wordt gebruikt in kunststoffen.